# إبراهيم خوجة باي الغربي
إبراهيم خوجة باي الغربي هو باي قسنطينة وحاكم بايلك الشرق ضمن أيالة الجزائر في العهد العثماني. امتد حكمه بين سنتي 1819 و1820 ليخلفه فيما بعد أحمد باي بن عبد الله المملوك.